# نافرمانی مدنی
نافرمانی مدنی روش مقاومت بدون خشونت برای اعتراض به سیاستهای حکومت‌ها می‌باشد. در این روش با بی‌اعتنایی به قوانین حکومتی، سعی در تضعیف قابلیت اجرای قانون که یکی از مهم‌ترین پایه‌های قدرت هر حکومتی است می‌شود.
این روش در جنبشی به رهبری مهاتما گاندی برای استقلال هند از امپراتوری بریتانیا استفاده شد. همچنین این شیوه در جنبش ضد نژادپرستی در آفریقای جنوبی، جنبش حقوق مدنی آمریکا و جنبش‌های صلح‌طلب مورد استفاده قرار گرفت.

## روش‌ها
قوانین مهاتما گاندی:
1. یک فرد عضو مقاومت هرگز عصبانی نمی‌شود.
2. او از عصبانیت مخالفش رنج می‌برد.
3. اگر یکی از مخالفان یکی از اعضا را ترور کند، او انتقام نمی‌گیرد ولی هرگز به خاطر ترس از مجازات توسط دشمنش تسلیم خواسته‌های دشمنش نمی‌شود.
4. اگر مأموران حکومتی بخواهند فردی از گروه مقاومت را دستگیر کنند او خود را داوطلبانه تسلیم می‌کند.
5. اگر یک عضو مقاومت امانتدار اموال کسی است که حکومت قصد ضبط آن را دارد باید تا پای جان برای حفظ آن مال تلاش کند.

## در ایران

نافرمانی مدنی زنان در ایران و کنار گذاشتن حجاب

از جملهٔ نافرمانی‌های مدنی در ایران می‌توان به موارد زیر اشاره کرد:
- رعایت نکردن حجاب
- نرفتن به سربازی اجباری
- اعتصابات سراسری
- شعارنویسی بر روی دیوار
- عدم استفاده از دستگاه پوز (جهت نپرداختن مالیات)
- شعارهای شبانگاهی (مخصوصا بلافاصله بعد از قطع برق)
- پاک کردن تمامی اپلیکیشنهای ایرانی از روی تلفن همراه
- عدم پرداخت قبوض آب و برق و گاز و تلفن
- خواندن سرود «ای ایران» به جای سرود کنونی دولت جمهوری اسلامی
- حمل پرچم‌های تاریخی ایران (دارای سمبل شیر و خورشید) به‌جای پرچم جمهوری اسلامی
- امتناع از همکاری برای دریافت اوراق شناسایی و هویتی
- موتورسواری زنها (به علت ممنوعیت آن از دید جمهوری اسلامی)
- خروج سرمایه و پس‌اندازها از بانک‌ها
- شعار در ورزشگاه‌ها
- اعتراضات جمعی یا گروهی پس از مسابقات ورزشی
- تحصن و اعتراضات فردی، گروهی یا کارگری
- عدم شرکت در انتخابات با توجه به توصیه دائمی مسئولین نظام به شرکت در انتخابات و واجب شمردن آن
- ابراز صریح عقایدی که در قوانین موجود سعی در سرکوب آنها دارند
- اعتصاب گروه‌های مانند اعتصاب سراسری ۱۴۰۴ کامیون‌داران[۳] و ....